# فارتكس بارسانيان
فارتكس بارسانيان (مواليد 7 أغسطس 1952) هو ملاكم إيراني، مثّل بلاده في الألعاب الأولمبية الصيفية 1972.

## روابط خارجية
فارتكس بارسانيان على موقع أوليمبيديا (الإنجليزية)